# Марий ушем
Мари́й уше́м (луговомар. Марий ушем; горномар. Мары ушем; сев.-зап. мар. Маре ушем; в переводе Марийский союз) — марийская национальная региональная общественная организация (РОО) Республики Марий Эл.

## История
Первые организации появились в марте 1917 года среди Восточных марийцев (Уфа, Бирск), летом 1917 года — в Царевококшайском, Уржумском уездах. Выступали за ликвидацию культурной отсталости марийского народа, открытие национальных школ, ведение преподавания в них на родном языке. Были одной из форм национального общественно-политического движения марийской интеллигенции. Объединялись Центральным Союзом мари (Марий ушем) в Казани.
«Марий ушем» были проведены два Всероссийских съезда народа мари. Первый прошёл в Бирске с 15 по 25 июля 1917 года. Представляли народ на съезде главным образом учителя, офицеры, священники, крестьяне. Съезд принял решения, направленные на развитие культуры, просвещения, расширение использования родного языка. Он призвал марийский народ всемерно поддерживать Временное Правительство, объединяясь вокруг Советов, создавать везде, где живут марийцы, национальные общественные организации, объединения. Решения съезда были направлены на создание национально-культурной автономии мари.
В 1918 году в Казани прошёл Второй Всероссийский съезд народа мари. На нём принято решение, призывавшее марийский народ «поддержать Советскую власть». В декабре 1918 года Центральный Союз мари был закрыт, а марийские общества были реорганизованы в культурно-просветительские кружки. Кроме того, были организованы марийские отделы и секции при уездных партийных и советских органах.

## Возрождение
В декабре 1989 года организация возродилась как межрегиональное общественное объединение на Объединённом пленуме Марийского отделения ВООПИК, Марийского отделения Всесоюзного фонда культуры и общества «Мемориал». Учредительный съезд состоялся в Йошкар-Оле 8 апреля 1990 года. Участвовал 421 делегат, из них 96 человек из-за пределов Марийской АССР. Главными задачами организации съезд назвал сохранение, возрождение и развитие языка и культуры народа; культурно-этническую консолидацию разделённого административными границами, рассредоточенного на территории СССР народа.

## Печатный орган
По решению съезда с 25 августа 1917 года в Казани стала издаваться газета «Ужара» («Заря») (редакторы В. М. Васильев, Д. И. Адаев, С. Г. Гаврилов-Эпин). Она призывала всех мари независимо от партийных взглядов объединяться ради национального спасения. Строчки гимна народа мари, созданного в этот период, звучат так:
Поднимитесь, встаньте: вперёд идущая дорога длинная,
Встаньте, выпрямитесь на своей дороге:
Взявшись за руки, пойдём все вровень!»«Умид.» Казань, 1919 год
Газета «Ужара» призывали марийцев на выборах голосовать за эсеров, которые отражали интересы трудового крестьянства.
«Марий чанг» — газета, издаётся с 1990 года. Первый номер газеты вышел в феврале 1990 года. В периоды активизации издательской деятельности «Марий ушем» (1990—1992, 1998—2000) тираж газеты увеличивался до 10—50 тысяч экземпляров, в отдельные годы выходило по 6—13 номеров. Средний тираж — 3000 экз. В год выходило 1—10 номеров. Главный редактор — Чашкин Евгений Витальевич. Свидетельство о регистрации газеты «Марий чанг» № М 0085 от 30 июня 1995 года признано недействительным Йошкар-Олинским городским судом 10 июня 2008 года.

## Председатели
1. Патрушев Анатолий Степанович (1990—1992)
2. Козлов Владимир Никифорович (—2010)
3. Чашкин Евгений Витальевич (2010—2015)
4. Козлов Владимир Никифорович (2010—2020)
5. Кудрявцев Игорь Михайлович (с 2020)

## Съезды
Съезд народа мари — Марий калык погын:
1. I Всероссийский съезд народа мари — 15—25 июля 1917 года, Бирск (ныне Республика Башкортостан)[7];
2. II Всероссийский съезд народа мари — 6—14 июня 1918 года, Казань[8];
3. III Всероссийский съезд народа мари — 30—31 октября 1992 года[9];
4. IV Всероссийский съезд народа мари — 18—19 октября 1996 года[10];
5. V Всероссийский съезд народа мари — [источник не указан 2797 дней];
6. VI Всероссийский съезд народа мари (внеочередной чрезвычайный) — 26 апреля 2002 года, Йошкар-Ола[11];
7. VII Всероссийский съезд народа мари — 27 марта 2004 года[12][нет в источнике];
8. VIII Всероссийский съезд народа мари — 16—19 апреля 2008 года, Йошкар-Ола[13];
9. IX Съезд народа мари — 18—21 апреля 2012 года, Йошкар-Ола[14];
10. X Съезд народа мари — 14—16 апреля 2016 года, Йошкар-Ола[15].
11. XI Съезд народа мари — 9—11 апреля 2020 года, Йошкар-Ола[16].
12. XII Съезд народа мари — 16—17 декабря 2023 года, Йошкар-Ола[17]